# 카카오그룹
카카오그룹(KakaoGroup)은 카카오가 2013년 출시한 모바일 그룹 SNS이다. 2015년 1월, 카카오는 폐쇄형SNS의 강화에 나서며 카카오그룹 서비스의 PC웹버전을 14일에 출시하였다. 또한, 카카오그룹 서비스 업데이트를 통해 일정 기간이 지나면 자동으로 사라지는 펑그룹 서비스를 선보였다.
그리고 2018년 4월 27일에 서버를 종료했다.
복구 날짜기간은 2018 3월28일~2018 6월 28일이다.